# 東京国際大学
東京国際大学（とうきょうこくさいだいがく、英語: Tokyo International University）は、東京都新宿区高田馬場4-23-23に本部を置く日本の私立大学。1951年創立、1965年大学設置。大学の略称はTIU、国際、東国、東国大。

## 概観

### 大学全体

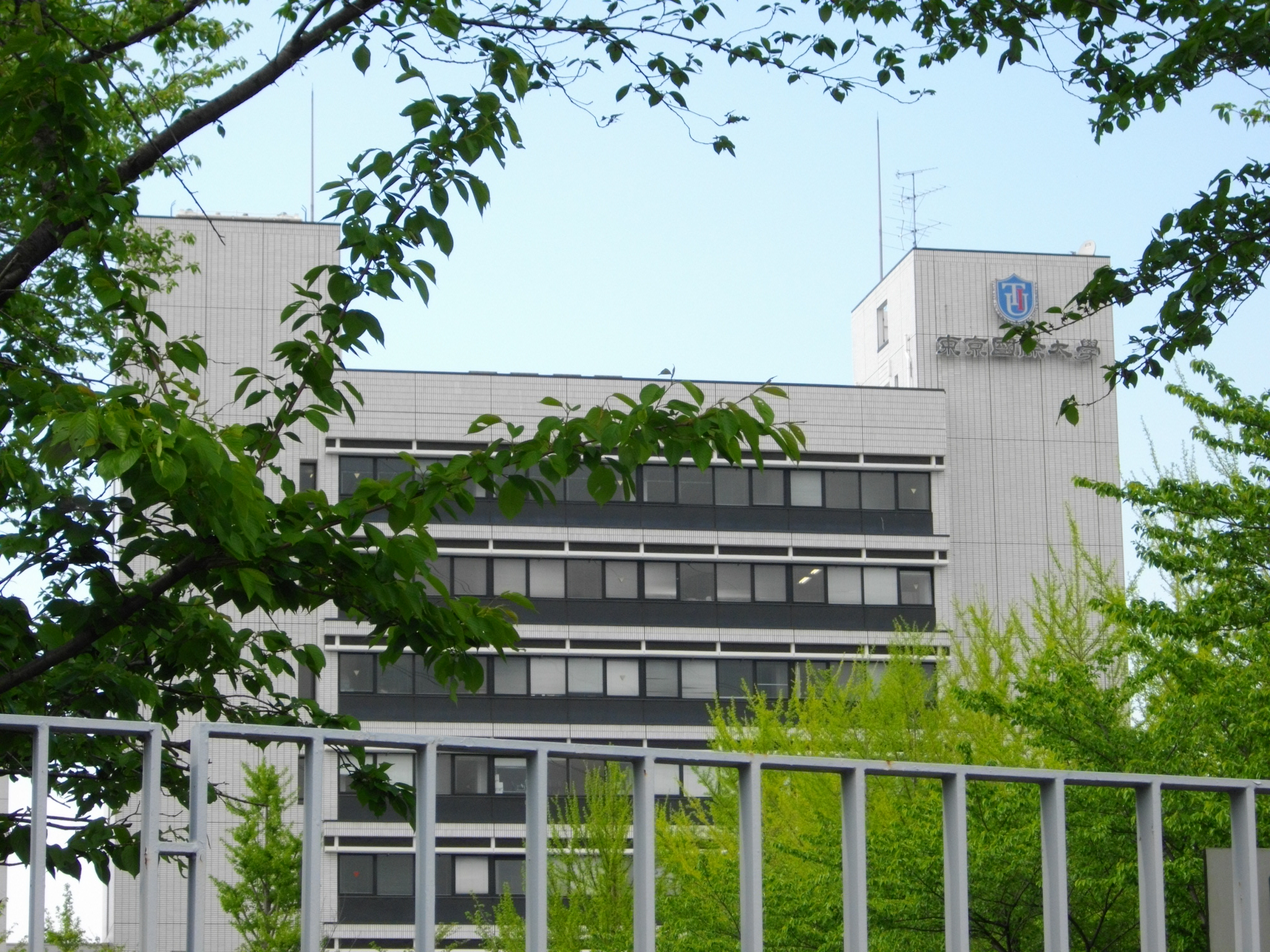
第二キャンパス

東京国際大学は、1965年に国際商科大学として金子泰藏および、一橋大学出身者の有志らにより創立された。
創立時は商学部のみの単科大学であったが、1986年に東京国際大学と名称を変え、商学部、経済学部、言語コミュニケーション学部、国際関係学部、人間社会学部の5学部10学科（2014年現在）、大学院4研究科を擁する大学となった。学校法人東京国際大学の本部は東京都新宿区に置かれている。
世界70カ国以上の留学生が学び、英語教育、国際人教育に力を入れ、米国にアメリカ校を開校するなどの取り組みがある。2014年春には英語学位プログラム（E-Track Program）を開講し、国内外からの英語力に秀でた学生の注目を集めている。

### 建学の精神
公徳心を体した「真の国際人の養成」である。
真の国際人とは民族、宗教、国境をすべて俯瞰的に見うる見識を持ち、公徳心を体した、心身ともにバランスの取れた健全な社会人の育成である。
そのためには理想・勇気・知的教養が必要だとし、金子泰藏はこのように訴えている。
「常に高い理想を掲げ、細心の注意を持って大胆に行動する勇気を育み、さらに知的教養を磨き、真の国際人を養成する」

## 教育及び特色
- 開学以来から少人数教育を実践しており、1年からのゼミナール参加と卒論が必修となっている。開学時より「入学は比較的容易であるが、卒業が難しい」といわれ、ゼミや講義への出席等が悪い場合、留年や退学となってしまうケースがある[5]。
- 創立者・金子泰藏は、連合国軍最高司令官総司令部（GHQ）が設置された際に奔走した通訳者の一人であり、世界と日本の距離を縮めるのは人材しかいないとし大学を創立した。現在、数多くの国際大学はあるが、大学名に「国際」をつけた大学は国際基督教大学に次いで2番目であり[5]、アメリカのウィラメット大学と開学当初から提携をした。東京国際大学アメリカ校とウィラメット大学の二つのキャンパスにある橋は、「友情の橋」と言われ、固い絆で結ばれている。
- JSP（Japan Studies Program）は、欧米の留学生が主体の日本研究プログラムである。欧米学生のアシスタントとして在校生が日本語を教えている。
- 留学制度では、TOEIC満点者、英検1級取得者をだすなど成果を上げている。世界中から多くの留学生が学びにきており、学生ラウンジで異文化交流をすることが出来る。ラウンジ内にあるEnglish PLAZAではネイティブ教員が常駐しており、リスニング・ライティングなど目的にあわせた英語学習ができるPCブース、グループ学習ができる機能が設置されている。イングリッシュプラザは同大の学生なら誰でも利用できるが、プラザ内での日本語使用は禁止となっている[6]。TOEICで990点満点を獲得した学生は、入学時は330点であり、「大学での空き時間にネイティブ教員と話すことを積極的に利用し、2・3年次のそれぞれの長期留学で磨きをかけた」と英語教育に成果をあげ、3年連続のTOEIC満点者を輩出している[7][8]。
- 第二キャンパスにはスタジオ棟があり、テレビ番組制作を行う事が出来る。スタジオ、副調整室、編集室などがあり、番組制作の技術を実践的に学ぶ事が出来る。
- 政府職員を対象とした統計研修を行うことを目的とする国際連合アジア太平洋経済社会委員会の補助機関であるアジア太平洋統計研修所（SIAP）と共同で、SIAPトレーニングコース（TIU博士・修士号取得コース）を2002年から開始する 。主にアジア諸国の官僚がSIAPから派遣されるが、タンザニアなどのアフリカ出身者も学びに来ている[9][10]
- 本学は国際教育機構ISEP（本部ワシントン）に加盟が許された、日本の8大学の一つであり、50カ国300余の大学を留学先に選ぶことができる[11]。また、留学先のウィラメット大学の学生とは必ず相部屋になり、授業やさまざまな課外活動を通して交流を深めている。現地で修得した単位は、最高48単位まで本学の単位として認定されるため、帰国後は所定の単位を修得することで留年することなく上級年次に進むことが可能である。
- 川越にある大学キャンパスは最寄駅から徒歩圏という利便性の高さなどもあり、週末には危険物取扱者・情報処理技術者・宅地建物取引士をはじめとする、数多くの国家資格や公的資格の埼玉県における主要な試験会場として利用されている。年間に複数回・複数会場で開催される資格試験であっても、その日程次第では全県域のみならず県外からも多くの受験者が集まることがある[注 2]。

### GTI
- 開学当初から国際人養成に力を入れており、ウィラメット大学と連携をし教員約50名で組織されるGTI（Global Teaching Institute)により、日本にいながらアメリカの教育を受けることが出来る。GTIにおける英語教育は、TIUA（東京国際大学アメリカ校）での教育内容と連動しており、ウ大に留学をした学生がTOEIC満点取得者を何人も輩出しその成果を国内でも可能にしようと平成25年に組織された[12]。GTIはウィラメット大学教育大学院と連携し、同大学院修了者を中心にし採用され、東京国際大学アメリカ校の研修を終えて着任された。ネイティブ教員による少人数の授業など、特徴的な英語教育はすべての学部で行われる[13]。なお、2018年の文部科学省の調査により、TOEIC700点以上の学生の割合が増加していると高い評価を受けた[14]。

### 外国人留学生
- 留学生の数は日本の大学で上位であるが、良質な留学生の確保のため各国の上位高校と関係構築を重視している[15]。入学の段階で英語で学習基盤を確立できるのが必須条件であり、その条件に合致するのは特定の上位高校出身者に限定されている。また厳格な学修管理を徹底しており、GPAが一定基準に満たさない場合は経過観察を設け、改善されない場合は退学処分として帰国するまで観察を行っている。留学生は英米大学院へ進学するレベルでないと進級が難しい[16] また、留学生の就職先はほとんどが海外・外資企業、そして大学院に進学する。

### 評価
- 本当に強い大学総合・25位（国公私立539大学中）2019年・東洋経済新報社[17]。
- 国際性・第5位　2019年・THE世界大学ランキング 日本版[18]。

## 沿革
- 1951年 - 東京都杉並区高円寺に大学受験のための個人塾「一橋学院」開設
- 1953年 - 新宿区大久保に移転し、「一橋学院第一予備校」の名称で各種学校として発足
- 1955年 - 法人化を行い、学校法人一橋学院の設置が認可される
- 1956年 - 理科系志望者のため、理系クラスを開設
- 1965年 - 国際商科大学として開学。商学部商学科が設置される。ウィラメット大学と提携
- 1971年 - 法人名を「学校法人金子教育団」に改称
- 1976年 - 教養学部（国際学科、人間関係学科）を設置
- 1983年 - 情報処理センター発足
- 1984年 - 大学院国際関係学研究科修士課程設置
- 1986年 - 東京国際大学に改称。大学院商学研究科修士課程、大学院社会学研究科修士課程設置。中国・山西大学と交流協定締結
- 1987年 - 付属日本語学校開校
- 1988年 - 大学院商学研究科博士課程（後期）設置
- 1989年 - オレゴン州にアメリカ校開校（米国東京国際大学）。経済学部（経済学科、国際経済学科）を設置。商学部に経営情報学科を設置
- 1994年 - スウェーデン・ベクショー大学と交流協定締結。大学院経済学研究科修士課程設置
- 1995年 - 創立30周年。教養学部を国際関係学部（国際関係学科）と人間社会学部（社会文化学科、福祉心理学科）に改組
- 1996年 - 台湾・中国文化大学と交流協定締結
- 2000年 - 山西大学ゼミナール開始
- 2001年 - 早稲田サテライト開設。大学院臨床心理学研究科博士課程（前期・後期）設置
- 2002年 - 国際関係学部に国際報道学科を設置。大学院経済学研究科博士課程（後期）設置
- 2004年 - 言語コミュニケーション学部（英語コミュニケーション学科）を設置。商学部の学科を商学科、会計学科、情報システム学科に改組
- 2007年 - 国際関係学部国際報道学科から国際メディア学科に名称変更。ポータルサイト（POTI）開始。カナダ・ビクトリア大学、アメリカ・マウントアイダカレッジゼミナール開始。学生制作番組『Campus Life』開始。STAND UP SPEAK OUT キャンペーン
- 2009年 - 早稲田サテライトを早稲田キャンパスと改称。商学部の会計学科を会計ファイナンス学科に、情報システム学科を情報ビジネス学科に改組
- 2010年 - 法人名を学校法人東京国際大学へ改称
- 2011年 - 人間社会学部に人間スポーツ学科を設置
- 2012年 - 人間社会学部にスポーツ科学科を設置。これに伴い、社会文化学科募集停止
- 2013年 - 商学部に経営学科を設置。これに伴い、会計ファイナンス学科、情報ビジネス学科募集停止。言語コミュニケーション学部に中国言語文化学科を設置
- 2014年 - 経済学部経済学科と国際経済学科を経済学科に統合。これに伴い、国際経済学科募集停止。また、新たな経済学科に現在経済専攻とビジネスエコノミクス専攻を設置。英語学位プログラム（E-Track Program）開講
- 2019年 - 塩澤修平学長就任
- 2021年11月　秋の叙勲において、倉田 信靖 理事長・総長が私学振興功労により旭日中綬章を受章
- 2022年4月　浅野善治学長就任
- 2023年9月 - 池袋国際キャンパスを開校[19]
- 2025年4月 - 商学部	商学科をマーケティング学科に名称変更予定

## 学部
欧米型完全セメスター制を平成25年度から採用しており、全ての学部開講科目を60単位まで、即ち卒業要件である124単位の半分ちかくまで他学部の開講科目を履修することができる。例えば、言語コミュニケーション学部の学生が経済学部・国際関係学部の講義を履修し、単位として取得することが可能である。
- 商学部
  - 商学科　（2025年度からマーケティング学科に名称変更予定）
  - 経営学科
- 経済学部
  - 経済学科
    - 現代経済専攻
      - 経済総合コース
      - スポーツ経済コース
      - 地域デザインコース

    - ビジネスエコノミクス専攻
      - ファイナンスコース
      - ストラテジストコース
- 言語コミュニケーション学部
  - 英語コミュニケーション学科（以下のコースは履修モデル）
    - 言語と文化コース
    - 英語ビジネスコース
    - 英語教育コース

  - 中国言語文化学科（学生募集停止）
- 国際関係学部
  - 国際関係学科
  - 国際メディア学科
- 人間社会学部
  - 福祉心理学科
  - 人間スポーツ学科
  - スポーツ科学科
- 医療健康学部
  - 理学療法学科

## 大学院
- 商学研究科
  - 商学専攻
- 経済学研究科
  - 経済学専攻
- 国際関係学研究科
  - 国際関係学専攻
- 臨床心理学研究科
  - 心理学専攻

## 文部科学省採択事業

### 現代的教育ニーズ取組支援プログラム
- 『小江戸川越』 国際都市化支援
- 地域連携による不登校予防

### 私立大学戦略的研究基盤形成支援事業
- 発展途上国を中心にした経済統計データ. ベース作成と実証的経済分析

### 大学教育・学生支援推進事業
- 学生の発信力を引き出す実体験型キャリア支援

### 英語指導力開発ワークショップ事業
- 「英語が使える日本人」の育成

### 地（知）の拠点整備事業（大学COC事業）
- 「小江戸まちおこし」グローカル人財育成のための地域連携型教育研究拠点づくり

## アクセス
第1キャンパス（埼玉県川越市的場北一丁目13-1）北緯35度55分36.2秒 東経139度26分17.2秒
商学部、経済学部、言語コミュニケーション学部、国際関係学部、医療健康学部、商学研究科、経済学研究科、国際関係学研究科
東武東上線霞ヶ関駅から徒歩で約5分、川越線的場駅から徒歩で約13分
第2キャンパス（埼玉県川越市的場2509）北緯35度55分9.3秒 東経139度26分40.4秒
人間社会学部、臨床心理学研究科
東武東上線霞ヶ関駅から徒歩で約13分、川越線的場駅から徒歩で約10分
坂戸キャンパス（埼玉県坂戸市四日市場81-1）北緯35度56分2秒 東経139度21分16秒
東武越生線西大家駅から徒歩4分
高田馬場サテライト（東京都新宿区高田馬場四丁目23-23）北緯35度42分35.7秒 東経139度42分5.2秒
JR山手線高田馬場駅から徒歩3分
東京国際大学アメリカ校（オレゴン州セイラム市）北緯44度55分59.8秒 西経123度1分37.4秒
1300　Mill Street S.E., Salem, OR97301, U.S.A.

## 施設

### 池袋キャンパス

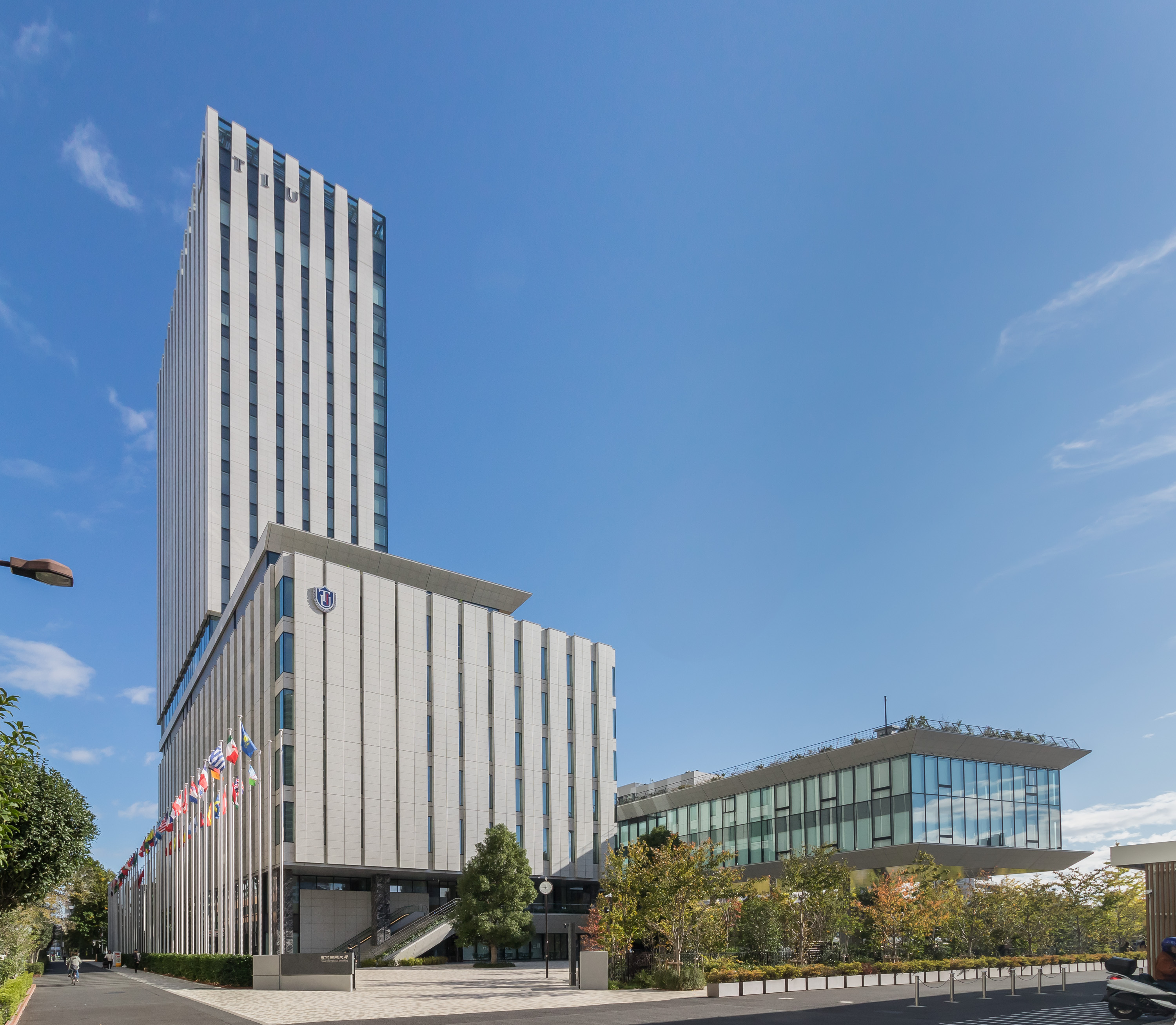
池袋キャンパス（西門側より）

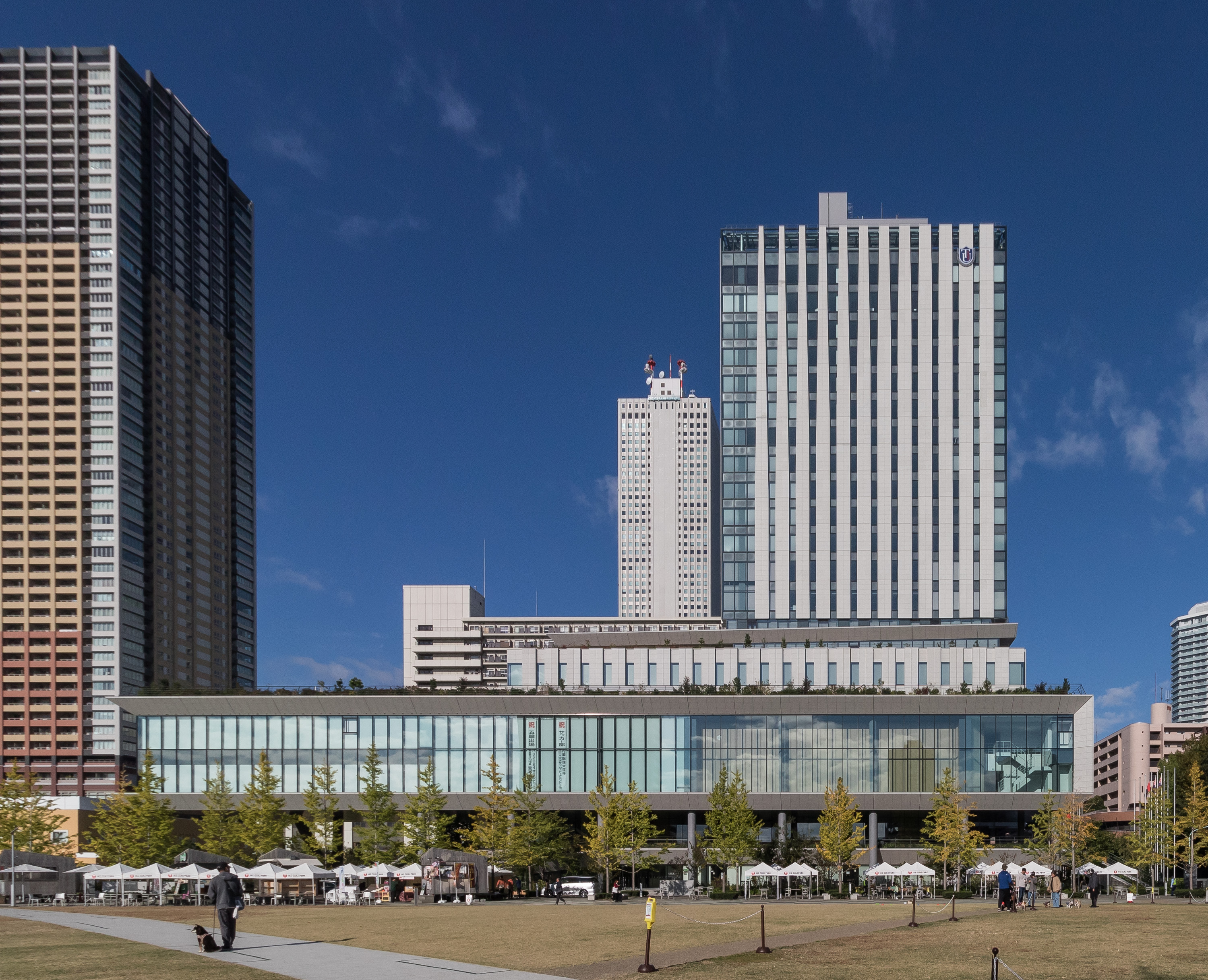
池袋キャンパス（としまみどりの防災公園より）

東京都豊島区東池袋4丁目の「豊島区造幣局地区 市街地A画地」（造幣局東京支局跡地）に、22階建て延べ約35,000㎡の池袋キャンパスを2023年9月に開設する。
設置学部等：商学部（一部コース）、経済学部、国際関係学部、言語コミュニケーション学部、イングリッシュ・トラック・プログラム（経済学部、国際関係学部、大学院）

### 第1キャンパス（埼玉県川越市）
- 1〜6号館
- 研究棟
- 大講堂
- 体育館
- 金子泰蔵記念図書館
- 食堂
- クラブハウス

### 第2キャンパス（埼玉県川越市）
- 20〜24号館
- 25号館(福祉実習棟)
- 図書館
- スタジオ棟
- ゴルフ練習場
- テニスコート
- バスケットコート
- バレーコート
- トレーニングジム
- 日本庭園
- クエストセンター
- クエストセンターアネックス
- カフェテリア
- 売店・ラウンジ

### 坂戸キャンパス（埼玉県坂戸市）
- 総合グラウンド

### 高田馬場サテライト（東京都新宿区）
- PC教室
- 自習室
- 図書室
- 講師室
- 事務室

### 東京国際大学アメリカ校（オレゴン州セイラム市）
- カネココモンズ
- 教室
- ダイニングルーム
- スポーツ施設

## ポータルサイト（POTI）
ポータルサイト（POTI）は、ウェブ上で休講情報、補講情報、教室変更情報、学内行事情報を閲覧することができるサービス。個人への伝言、休講案内、補講案内、時間割変更案内、講義連絡の情報は、E-mailアドレス（携帯電話や自宅PC）に配信することも可能である。

## KIOSK
- 概要

KIOSKとは、各キャンパスの教務課前に設置されたタッチパネル式の端末のことで、学内情報（休講等）を確認することができる。POTIで提供されている情報をKIOSKで確認することもできる。なお、JRグループが設置している駅内売店ブランドキヨスクとは無関係。
- 稼働時間

8：00〜18：00
- 閲覧できる情報
  - 教務掲示板…休講情報、補講情報、時間割変更・教室変更、講義連絡（※添付ファイルは確認できない）
  - その他…お知らせ、学年暦

## スポーツ
近年は運動部の活動を大幅に強化している。「優れた選手は優れた指導者の元に集まる」をモットーに有名選手・監督を指導者として次々に招聘しているほか、施設も大幅に拡充している。2018年には、スポーツ庁による大学スポーツ振興の推進事業の対象15大学のひとつに選ばれ、筑波大学や関西大学などとともに国からの財政支援を受けることになった。
野球部は東京新大学野球連盟に所属している。2008年4月、元プロ野球選手・広島東洋カープ監督の古葉竹識が監督に就任した（2007年から監督に就任することが決まっていたが、札幌アンビシャスでの活動がプロ活動とみなされ、2年経過しなければアマチュア登録をすることができなかった。そのため、三男の古葉隆明が監督に就任し、自らはアドバイザーとしてベンチ入りしない指導者となった）。2011年第60回全日本大学野球選手権大会準々決勝で首都大学野球連盟の強豪校日本体育大学に1対0で辛勝。準決勝戦慶應義塾大学に負けるが、初出場でベスト4に進出した。2015年からは古葉竹識が名誉監督となり、元プロ野球選手で古葉の教え子でもある山中潔が監督に就任している。
サッカー部は元日本代表の前田秀樹が監督を務めている。また、スカウト部門を設置している。
女子サッカー部を2011年創設し、元サッカー日本女子代表の大竹七未が総監督に就任した。現在の監督は、元日産FCレディースの持田紀与美。
ゴルフ部では、世界ゴルフ殿堂にも選出されたラリー・ネルソンを名誉監督として招くことを2009年6月に発表した。ネルソンは主にアメリカからネット経由で指導を行う方針としている。監督には当初丸山茂樹らのマネジメントを行ってきたことで知られる常住治秀（ハル常住）が就任したが、2010年10月に同大出身のプロゴルファーである並木弘道に交代した。また2010年には、坂戸キャンパスに専用の練習施設として「ラリー・ネルソン サイエンスラボラトリ」を新設した。2013年6月からは、現役プロゴルファーでもある湯原信光が監督に就任した。
2009年8月に、アテネ五輪・ソフトボール日本代表監督の宇津木妙子を特命教授として招くことを発表した。正式な就任は宇津木とルネサス高崎との契約が切れる2010年4月。同大学では2010年に女子ソフトボール部を設け、坂戸キャンパスに人工芝のソフトボール専用球場を、川越市内に50人程度を収容できる合宿所をそれぞれ新設。宇津木は総監督となり、北京五輪日本代表でもある三科真澄が監督に就任し現場の指揮を執る。
2011年には駅伝部を創設。大学側では「5年で箱根駅伝出場を目指す」と目標を掲げた。駅伝部の総監督には東京オリンピックの3000メートル障害日本代表の横溝三郎（パナソニック女子陸上競技部顧問）、監督に大志田秀次（元中央大学陸上部コーチ）が就任した。2015年10月17日に行われた予選会で9位に入り、翌年の第92回大会へ初めての出場権を獲得した。結果は、往路12位、復路18位、総合17位。2019年には第51回全日本大学駅伝対校選手権大会関東学連推薦選考会で1位となり、本大会初出場を果たす。同年の第96回箱根駅伝は5位で、初めてシード権を獲得。翌年の第97回箱根駅伝でも10位となり、2年連続のシード権獲得となった。2021年10月10日に行われた第33回出雲全日本大学選抜駅伝競走（出雲駅伝）において、初出場初優勝を果たす。
2011年4月には、宇津木妙子の紹介で元女子プロテニス選手であり、日本プロテニス協会理事長の佐藤直子が特命教授・硬式テニス部監督に就任した。
2014年4月には、ウエイトリフティング部を創部。監督には東京・メキシコシティオリンピック2連覇の三宅義信、ヘッドコーチに義信の甥で元全日本女子代表ヘッドコーチの三宅敏博が就任し、2020年の東京オリンピックを目指して強化している。
- 体育会本部
- 文化連合会執行部
- 体育会本部
- 文化連合会執行部
- 学園祭実行委員会
- 学生会執行部

## 大学関係者と組織
- 卒業生・大学院修了生数は54,531名（平成30年現在）

## 対外関係

### 姉妹校
アメリカオレゴン州のウィラメット大学とは姉妹校関係にある。交換プログラムは1965年に本学とウィラメットの間で始まり、TIUAは1989年に設立される。カネココモンズの寮にはウィラメット大生200名とTIU生100名が入寮しており、両校の教授が両校で教職を取ったりするなど、交流を活発に行っている。

### 海外協定校・提携校[33]
- アメリカ合衆国
  - ウィラメット大学（オレゴン州）（姉妹校）
  - 南オレゴン大学（オレゴン州）
  - タウソン大学（英語版）（メリーランド州）
  - 南コネチカット州立大学（英語版）（コネチカット州）
  - アリゾナ大学（アリゾナ州）
  - ハーバード大学（マサチューセッツ州）

- カナダ
  - ビクトリア大学（ブリティッシュコロンビア州）

- ドイツ
  - コンスタンツ大学（バーデン＝ヴュルテンベルク州）

- スウェーデン
  - リンネ大学

- スロバキア
  - ブラチスラヴァ経済大学
  - コメニウス大学

- オランダ
  - ラドバウド大学

- スイス
  - フリブール大学

- デンマーク
  - リールベルト応用化学大学

- フランス
  - ISG経営大学院

- ハンガリー
  - デブレツェン大学

- オーストラリア
  - グリフィス大学（クイーンズランド州）
  - ディーキン大学（ビクトリア州）

- 韓国
  - 慶熙大学校（ソウル）

- 中国
  - 山西大学（山西省）

- 中華民国（台湾）
  - 中国文化大学（台北市）
  - 国立台北教育大学（台北市）
  - 国立成功大学（台南市）

### 系列校
本学を運営する学校法人東京国際大学は、下記の学校も運営している。
- 一橋学院
- 東京国際大学付属日本語学校